# Melanchra sambucae
Melanchra sambucae är en fjärilsart som beskrevs av Hüfnagel. Melanchra sambucae ingår i släktet Melanchra och familjen nattflyn. Inga underarter finns listade i Catalogue of Life.